# Nelson Mandela Park
Nelson Mandela Park – park położony w środkowej części miasta Leicester o powierzchni 3,4 ha. otwarty 6 sierpnia 1986 r. Park otoczony jest ulicami Welford Road, Lancaster Road oraz Tigers Way. Obok parku znajduje się więzienie, Stadion Leicester Tigers, HMP (firma transportu publicznego). W parku znajduje się kamień z tablicą upamiętniającą Nelsona Mandelę.